# Colligny
Colligny ist eine Commune déléguée in der französischen Gemeinde Colligny-Maizery mit 395 Einwohnern (Stand 1. Januar 2022) im Département Moselle in der Region Grand Est (bis 2015 Lothringen).

## Geographie
Colligny liegt in Lothringen, etwa 10,5 Kilometer östlich von Metz und drei Kilometer nordöstlich von Pange, am Weiherbach, auf einer Höhe zwischen 218 und 285 m über dem Meeresspiegel. Das Gebiet der Commune déléguée umfasst 3,61 km².

## Geschichte
Das Dorf wurde 977 erstmals als Collau bzw. Collini erwähnt. Es handelte sich wohl ursprünglich um eine gallorömische Siedlung. Das Gemeindegebiet war zeitweise eine Enklave des Herzogtums Lothringen im Bistum Metz. Die Ortschaft bildete einst einen Teil des Marquisats von Pange und eine besondere Herrschaft, die 1727 der Macloz de Pierrevillers besaß.
Durch den Frankfurter Frieden vom 10. Mai 1871 kam die Region an das deutsche Reichsland Elsaß-Lothringen, und das Dorf wurde dem Landkreis Metz im Bezirk Lothringen zugeordnet. Die Dorfbewohner betrieben Getreide- und Obstbau sowie Geflügelzucht.
Nach dem Ersten Weltkrieg musste die Region aufgrund der Bestimmungen des Versailler Vertrags 1919 an Frankreich abgetreten werden. Im Zweiten Weltkrieg war die Region von der deutschen Wehrmacht besetzt.
Von 1940 bis 1944 trug der Ort den eingedeutschten Namen Kollingen.
Die Gemeinde Colligny wurde mit Wirkung vom 1. Juni 2016 mit Maizery zur Commune nouvelle Colligny-Maizery zusammengelegt. Sie gehört zum Arrondissement Metz und zum Kanton Pange.

### Demographie
| Anzahl Einwohner seit Anfang des 20. Jahrhunderts | Anzahl Einwohner seit Anfang des 20. Jahrhunderts | Anzahl Einwohner seit Anfang des 20. Jahrhunderts | Anzahl Einwohner seit Anfang des 20. Jahrhunderts | Anzahl Einwohner seit Anfang des 20. Jahrhunderts | Anzahl Einwohner seit Anfang des 20. Jahrhunderts | Anzahl Einwohner seit Anfang des 20. Jahrhunderts | Anzahl Einwohner seit Anfang des 20. Jahrhunderts | Anzahl Einwohner seit Anfang des 20. Jahrhunderts |
| ------------------------------------------------- | ------------------------------------------------- | ------------------------------------------------- | ------------------------------------------------- | ------------------------------------------------- | ------------------------------------------------- | ------------------------------------------------- | ------------------------------------------------- | ------------------------------------------------- |
| Jahr                                              | 1962                                              | 1968                                              | 1975                                              | 1982                                              | 1990                                              | 1999                                              | 2006                                              | 2019                                              |
| Einwohner                                         | 96                                                | 106                                               | 116                                               | 227                                               | 254                                               | 323                                               | 311                                               | 389                                               |